# CSI: Kryminalne zagadki Nowego Jorku (gra komputerowa)
CSI: Kryminalne zagadki Nowego Jorku – gra komputerowa na podstawie serialu o tym samym tytule, stworzona przez studio Legacy Interactive, wydana 18 listopada 2008. W przeciwieństwie do innych gier serii gra posiada grafikę 2D zamiast trójwymiarowej.
Gra pozwala na rozegranie czterech spraw kryminalnych (piąta została udostępniona w marcu 2009 jako DLC).

## Sprawy

### Sprawa 1: Downard Spiral
W tym śledztwie kierujesz detektywem Makiem Taylorem. Sprawa dotyczy człowieka, który został wypchnięty z 81 piętra Empire State Building.

### Sprawa 2: Just Desserts
Śledztwo prowadzi Stella Bonasera. We włoskiej restauracji, która nie została jeszcze oficjalnie otwarta zostaje zamordowany krytyk kulinarny, Andrew Lourdes.

### Sprawa 3: Off The Mark
Śledztwo prowadzi Stella Bonasera. Na Coney Island, podczas przedstawienia zostaje odnaleziona martwa kobieta z mieczem wbitym w jej gardło.

### Sprawa 4: Hillridge Confidential
Śledztwo prowadzi Mac Taylor. W trakcie występu na swoim blogu zostaje zastrzelona dziewczyna. Okazuje się, że posiadała wielu wrogów ze względu na informacje, które umieszczała w internecie.

### Sprawa 5: Derailed
(Piąte śledztwo zostało udostępnione przez Ubisoft na początku kwietnia. Aby uruchomić sprawę, wystarczy uruchomić grę, a program aktualizujący pobierze potrzebne pliki.)
Śledztwo prowadzi Mac Taylor. W metrze zostaje odnalezione ciało zamrożonego mężczyzny, w którym Mac rozpoznaje winnego ze swojej pierwszej sprawy podczas pracy w CSI, który nigdy nie został zamknięty w więzieniu, z powodu braku dowodów. W mieszkaniu ofiary i na miejscu zbrodni znajduje się DNA i krew Maca (Taylor przybywa na miejsce zbrodni z podbitym okiem i rozciętym policzkiem). To on staje się głównym podejrzanym w sprawie.